# جيربوكس سوفتوير
جيربوكس سوفتوير (بالإنجليزية: Gearbox Software)‏ هي شركة أمريكية مطورة لألعاب الفيديو، تأسست عام 1999. من أشهر ألعابها سلسلة بوردرلاندز.

## الألعاب
- هاف-لايف
- جيمس بوند 007: ليلة النار
- هيلو: كومبات إفولفد
- كاونتر سترايك : كونديشن زيرو
- بوردرلاندز 2
- الينس:كولونيال مارينيس
- بوردرلاندز:ما قبل التكملة
- راجع قائمة ألعاب جيربوكس سوفتوير